# Лютеранская церковь (Неаполь)
Лютеранская церковь Неаполя (итал. La chiesa Luterana di Napoli) — церковное здание, принадлежащее лютеранской общине, входящей в Евангелическо-Лютеранскую Церковь Италии. Находится по адресу Неаполь, улица Карло Поэрио (Carlo Poerio), дом 5.

## История
Лютеранская община начала складываться в Неаполе в XVIII веке из постоянно проживавших в городе немцев и швейцарцев. Среди них наибольшую активность в организации конгрегации проявил швейцарский банкир Мёрикофр. Однако разрешение на строительство здания было получено только после объединения Италии благодаря помощи Джузеппе Гарибальди. Новая церковь была построена в стиле неоготики по проекту швейцарского архитектора Мауке. Строительство велось с 1862 по 1865 годы.

## Интерьер
Внутри здания находится купель, подаренная графом Бернсторффом в 1854 году.